# Karolína Krézlová
Karolína Krézlová (* 27. květen 1987 Aš) je česká televizní a filmová herečka, zpěvačka a moderátorka. Od mladého věku se také věnuje modelingu.

## Život
Studuje herectví a moderování na Vyšší odborné škole herecké. Poprvé na sebe upozornila televizní rolí Zuzany v seriálu První republika. Od roku 2020 hraje v divadle Kolowrat roli Evy Kantůrkové v představení Přítelkyně z domu smutku v režii Diany Šoltýsové.[zdroj?]
Jako moderátorka působila na ČT Sport, kde uváděla Karting M. V roce 2015 moderovala vyhrála konkurz na moderování celosvětově vysílaného přímého přenosu pro Adidas Neo k uvedení nové kolekce, kde v živém vstupu vedeném v angličtině vedla interview se Selenou Gomez. V roce 2017 moderovala společně s Marií Zelinovou Prague Polo Open ve Španělském sále Pražského hradu.[zdroj?]
Stala se tváří české firmy s diamanty ALOve a nafotila snímky pro Playboy.
Byla zasnoubená s Vladimírem Polívkou.
V roce 2023 se zúčastnila reality show Survivor Česko & Slovensko.[zdroj?]

## Divadelní role

### Pidivadlo
- 2019 Nikolaj Vasiljevič Gogol – Revizor, režie Martin Vokoun
- 2020 Eva Kantůrková – Přítelkyně z domu smutku, režie Diana Šoltýsová

### Velké kongresové centrum
- 2014 Mamma Mia! muzikál, režie Antonín Procházka

## Filmografie

#### Filmy
| 2023 | Ležáky               |
|      | Její Tělo            |
| 2022 | Po čem muži touží 2  |
|      | Vyšehrad             |
|      | Provařená            |
|      | Únikovka             |
| 2021 | Když prší slzy       |
|      | Frankie v restauraci |
|      | Remnant              |
| 2016 | Decibely lásky       |
| 2015 | Abschussfahrt        |

#### TV seriály
| 2005 | Ulice (TV seriál)                                |
| 2013 | Pravdivé príbehy s Katkou Brychtovou (TV seriál) |
|      | Sanitka 2 (TV seriál)                            |
|      | Epizoda 9 (E09)                                  |
|      | Epizoda 8 (E08)                                  |
| 2017 | První republika (TV seriál)                      |
|      | Díl jedenáctý (S02E11)                           |
|      | Díl desátý (S02E10)                              |
|      | Díl osmý (S02E08)                                |
|      | další epizody (8)                                |
| 2018 | Inspektor Max (TV seriál)                        |
|      | Modrý kód (TV seriál)                            |
|      | Dobrý skutek (S03E32)                            |
|      | První republika (TV seriál)                      |
|      | Díl osmý (S03E09)                                |
|      | Díl šestý (S03E07)                               |
|      | Díl pátý (S03E06)                                |
|      | další epizody (6)                                |
| 2019 | Specialisté (TV seriál)                          |
|      | Tři ženy (S04E14)                                |
| 2020 | Kapitán Říp (TV seriál)                          |
|      | Jak to všechno skončilo (E10)                    |
|      | Jak udělal národ konečně šťastným (E09)          |
|      | Jak se seznamoval s ženou svých snů (E06)        |

## Videoklipy
- MIG 21 - Svoboda není levná věc, režie Viktor Tauš
- Sensey - Die young & beautiful, režie Jan Strach[6]
- Geekshop - Supergirl vs Batgirl, režie Jiří Král[7]

## Hudba
- 2014 Night in December
- 2020 Pandořina Skříňka feat Filip Konvalinka (Pio Squad)